# نسيب مكارم
نسيب سعيد مكارم (14 سبتمبر 1889 - 4 يونيو 1971) خطاط لبناني. ولد في عيتات ونشأ نجاراً وهوي الخط فنبغ في الكتابة الدقيقة بالعين المجردة، على البيض وحبات الأرز والقمح والعدس . أقام في مسقط رأسه وهو ينتمي إلى الطائفة الموحدون الدروز واشتهر وأهديت إليه عشرات من الأوسمة الدولية. وكان معتمداً لدى المحاكم المدنية في التحقيق في تزوير الخطوط والتوقيعات، وأطلِق عليه لقب خطاط الملوك، فكان على اتصال مع الملك عبد الله والملك غازي والملك فيصل وأمير دولة الكويت وملوك السعودية وغيرهم. 

## سيرته
ولد نسيب بن سعيد بن سلمان بن حمود بن زين الدين في عيتات في 14 أيلول 1889 ودخل مدرسة سوق الغرب الأميركية سنة 1903، لكن والده توفي بعد ذلك بأربع سنوات فاضطر لترك المدرسة والعمل لإعالة والدته وإخوته الثمانية. 

كان والده نجاراً فامتهن هو أيضا النجارة لكن أعماله لم تشغله عن هوايته المحببة التي برز فيها نبوغه وهي الخط. لم يدرس هذا الفن على معلمين بل كان فطرة فيه تولدت شخذها وتنميتها والدته عذباء بنت حسين يونس من عيناب خريجة مدرسة شعلان سنة 1186، وذات الخط الجميل. 

تميز نسيب مكارم منذ شبابه بالتمسك بآداب الطائفة الموحدون الدروز حتى لُقِّب بالشيخ فيما بعد وساعده على هذا اكتساب ثقة الناس ومحبتهم وتقديرهم إلى جانب نبوغه في الخط. فنال الجائزة‌ الأولى في معرض زحلة سنة 1909 فكان هذا فاتحة نجاحات أبدع فيها طوال حياته منها: بيضة الدستور، وحبة الأرز لجمال باشا، وحبة القمح للأمير فيصل، وخاتم والدة الشريف حسين وخاتماً له بعدئذ عندما أعلن دولة سوريا العربية، والقطع الإحدى عشرة التي كتبها له ليزيّن بها صالون قصره، وخاتم الملك فؤاد، وحبتي الأرز في معرض بيروت سنة 1921، وحبة أرز الجنرال غورو، وحبة أرز معرض باريس سنة 1923 وغير ذلك. 

أما جمال خطه فبلغ القمة في الإبداع وخصوصاً بالثلث الذي اشتهر في العهد العثماني، وتفنن به خطّاطو بني عثمان، ولم يقتصر عليه فحسب بل كتب الفارسي والديواني وتفنن في الكوفي البديع، وله في كل من هذه الخطوط روائع خالدة. وابتكر للطباعة حرفاً جميلاً نُسب إليه ويعرف بحرف عشري. 

بالرغم مما بلغ نسيب مكارم من شهرة ولموع في الفن والتقدير لفنه، لم يستغن بذلك يوماً عن العمل، فاشتغل في النجارة فتفنن فيها وأبدع اقتداء بأبيه وجدّه. ثم اشتغل في التجارة ودعی لتعليم الخط فعلّم التلاميذ وعلّم الأساتذة أحياناً في معهد اللاييك الفرنسي من 1921 حتى 1949، وفي الكلية العامة في بيروت، وفي الجامعة الأميركية وفي الكلية الشرعية الإسلامية، وفي مدرسة الثلاثة أقمار، والكلية اللبنانية في سوق الغرب، ومدرسة سوق الغرب، والجامعة الوطنية في عاليه. 

ثم فتح مكتباً في بيروت لتعاطي الخط والخبرة،‌ ففي الخط توّج عناوين الكتب والمجلات وغيرها بروائع خطه، وفي الخبرة كانت المحاكم تؤمن به وبضميره. وقد اعتمده بعض الدول العربية‌ أيضاً في دعاوى تزوير مهمة، واشتهر عنه أن كتاباً نسب إلى الأمير شكيب أرسلان سنة 1926 وهو براء منه، وجد فيه الشيخ نسيب مائة وثلاثة وثمانين دليلاً على تزويره.  

و عُيِّن خطاطاً فخرياً للجمهورية اللبنانية، وللملك عبد الله، والملك غازي الأول، وفيصل الأول، والأمير أحمد جابر الصباح. 

## وفاته
في سنة 1966 أصيب بمرض في القلب فلزم بيته منصرفاً إلى العبادة، وتوفي في 4 حزيران 1971 ودفن في عيتات في مأتم مهيب حافل. وأقام معرضاً في بعبدا لمجموعة من لوحاته قبل وفاته بأيام.  

## الأوسمة

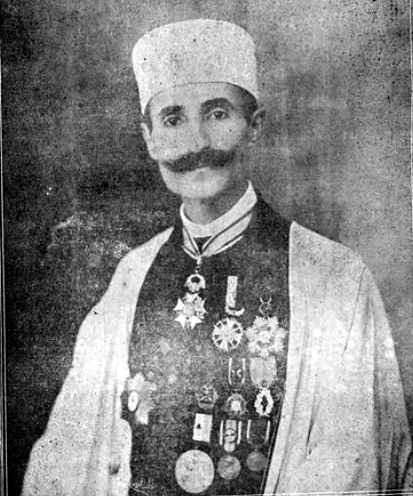
نسب مكارم متوشحاً بأوسمته في صورة التقطت قبل عام 1926م.

مُنح أكثر من العشرين أوسمة فضلاً عن البراءات والألقاب العلمية والفخرية، فهو يحمل وسام الأكاديمية الفرنسية وكان عضو في عدة مجامع علمية. 

## بعض أعماله
قد ترك مئات وآلاف الأعمال الفنية. وله بعض الأعمال النادرة:
- حبة قمح قدّمها إلى متحف الجامعة الأمريكية عام 1919 كتب عليها قصيدة عدد كلماتها 107 كلمات.
- حبة قمح كتب عليها جمل كثيرة قدّمها لجمعية الصليب الأحمر الأمريكية عام 1918.
- حبة قمح قدمها للشريف فيصل ابن الحسين وعليها قصيدة طويلة.
- حبة أرز كتب عليها قصيدة من ثلاثين بيتا و287 كلمة بعنوان مصر وبنوها.
- حبة أرز رسم على وجهها قلعة بعلبك وعلى الوجه الآخر هياكل بعلبك.
- حبة أرز كتب عليها قطعتين من نشيد المارسلييز مع خريطة فرنسا.
- حبة أرز عليها رسوم ثلاث سيارات وأقوال مأثورة لفورد.
- حبة أرز من فضة نُقش على وجهها خريطة لبنان وأسماء المدن فيها.
- حبة أرز كُتبت عليها جملة من كتاب مجاني الأدب عدد كلماتها 61.
- خاتم ذهبي أهدي للملك عبد العزيز بن سعود إهداء وقصيدة من خمس أبيات.
- خاتم ذهبي حُفر على فصه النشيد المصري مكون من 16 بيتا و157 كلمة.
- خاتم ذهبي عليه ثلاثة أبيات من الشعر وخريطة العراق.
- خاتم ذهبي نُقش على فصه النشيد الوطني اللبناني.
- خاتم ذهبي نُقش عليه النشيد الوطني السوري.[1]